# Presentación de Jesús en el Templo (Maestro de la Seo de Urgel)

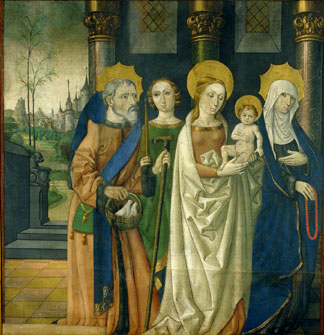
Presentación de Jesús al templo

Presentación de Jesús al Templo es un cuadro del Maestro de la Seo de Urgel pintado hacia el 1495 que actualmente forma parte de la colección permanente del Museo Nacional de Arte de Cataluña. Procede de las puertas del órgano de la catedral de la Seo de Urgel (Alto Urgel) 

## Descripción
De todos los fragmentos que formaban el conjunto decorativo de las puertas del órgano de la catedral de la Seo de Urgel, destaca, por calidad y originalidad, la escena de la Presentación de Jesús al Templo. 
En esta representación acontece un tema popular en la iconografía de la época y se utiliza con el fin de remarcar el importante papel que la providencia asigna en la Iglesia en su misión redentora. De hecho, todo el programa iconográfico gravita en el entorno del tema de la Iglesia como comunidad de creyentes.